# Григорович Євгенія Зинонівна
Євге́нія (Ївга) Зино́нівна (Зенонівна, Зиновіївна) Григоро́вич (17 (30) квітня 1905, Дубно — 15 липня 1978, Київ, Українська РСР, СРСР) — радянська українська кінорежисерка та сценаристка. Заслужена діячка мистецтв УРСР (1954). Нагороджена медаллю, значком «Отличник кинематографии СССР».

## Життєпис

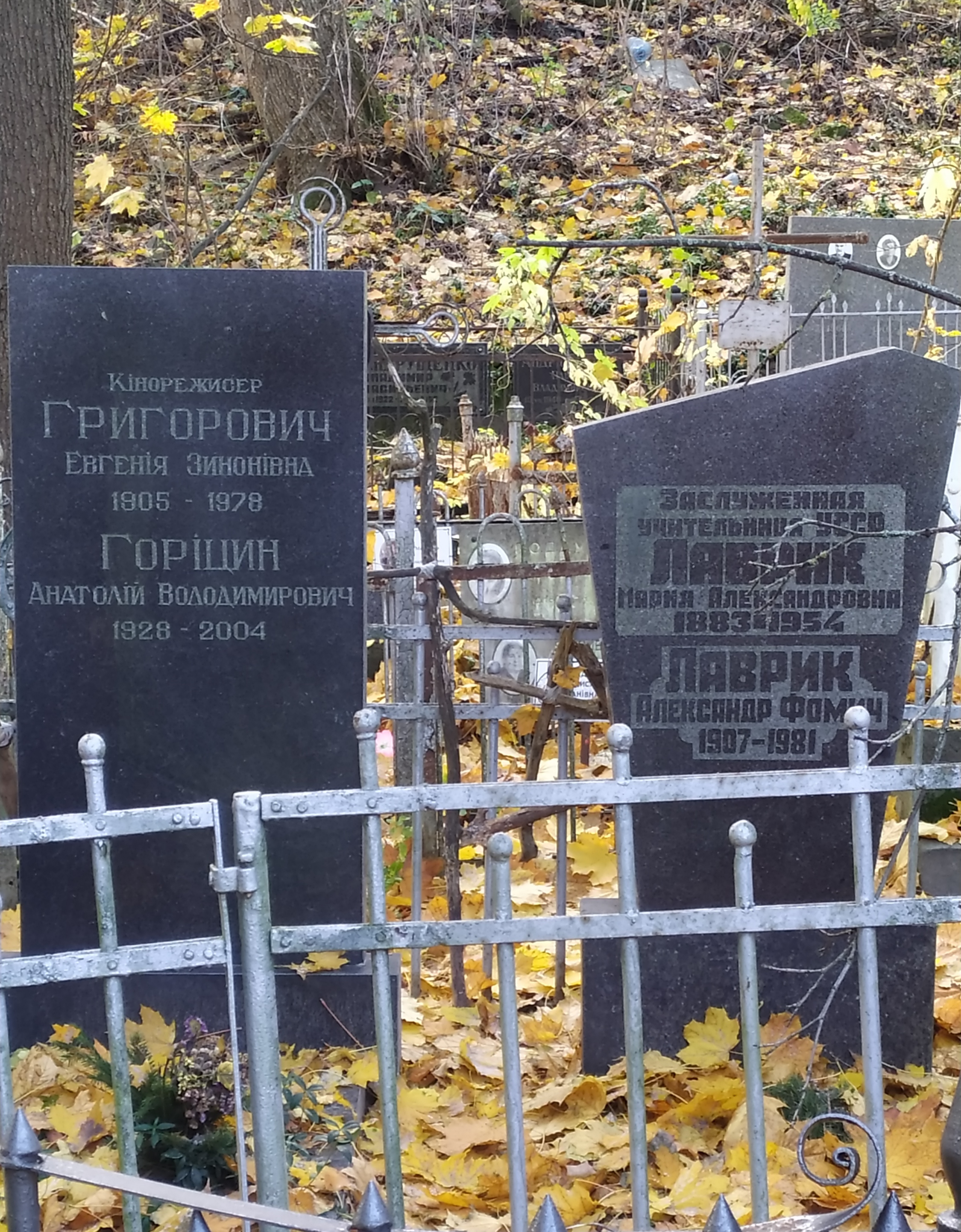
Могила Євгенії Григорович та її родини, Байкове кладовище

Народилась 30 квітня 1905 року у місті Дубно на Рівненщині.
Спочатку здобула педагогічну освіту і від 1923 року працювала педагогом. 1928 року закінчила Одеський кінотехнікум.
Від 1930 року працювала режисером на Одеській кіностудії. Від 1943 року — режисер Київської кіностудії науково-популярних фільмів, де поставила переважну більшість картин.
Була членом Спілки кінематографістів України. Померла на 74-му році життя 15 липня 1978 року. Похована на Байковому кладовищі разом з родиною, зокрема оператором Олександром Лавриком.

## Фільмографія
Спочатку, працюючи в Одесі, ставила інструктивні, культурно-просвітницькі, агітаційні фільми. Серед них:
- «Культура кенафа» (1931),
- «Ленінське містечко» (1931),
- «Юні моряки» (1939).

Постановник дитячого художнього фільму «Будьониші» (1935).
Від 1943 року знімала науково-популярні фільми (як правило, писала сценарії для своїх картин). Це були видові кінонариси, фільми-портрети тощо.
Серед фільмів:
- «Культура кенафа»,
- «Ленінське містечко» (1931),
- «Діти-городники»,
- «Вітаю з переходом» (1932),
- «Будьониші» (1935),
- «Українка» (1936),
- «Юні моряки» (1939) тощо.

З 1943 р. була режисером Київської студії науково-популярних фільмів, де створила кінокартини:
- «Обережно з вогнем»,
- «Вогонь знищує все»,
- «Бережіть хліб» (1945),
- «Виробництво дієтичних молочних продуктів» (1946),
- «Паша Ангеліна» (1947),
- «Чи вмієте ви ними користуватись?» (1948),
- «Вони перемагають вогонь»,
- «Не забувайте про це» (1949),
- «По Північній Буковині»,
- «Оберігайте тваринницькі приміщення від пожеж» (1950),
- «Юні натуралісти»,
- «Кримська троянда» (1951),
- «Шовківництво в СРСР» (1952),
- «Цього могло не трапитись» (1953),
- «Прогресивна технологія в тяжкому машинобудуванні»,
- «Все про те ж» (1954),
- «Із тих, хто відстає — у передові» (1955),
- «Курортне лікування серцево-судинних захворювань» (1956),
- «Бережіть зір» (1957),
- «Сімферополь—Алушта—Севастополь» (1957),
- «Правда про мощі» (1958),
- «Капрон замість сталі» (1959),
- «В далекі води Атлантики» (1959),
- «Євгенія Долинюк» (1960),
- «Ланка високих врожаїв» (1961),
- «Замість крові» (1961),
- «По річці Десні» (1961),
- «Відкриття підказує природа» (1962),
- «Експеримент перевіряє життя» (1963),
- «Олександр Довженко» (1964),
- «В світлі невидимих променів» (1965),
- «Микола Самокиш» (1966),
- «Пам'ятники Давньої Русі» (1969),
- «Ліс — наше багатство» (1975) та ін.